# Blå beveren
Blå beveren eller beveren är en stor kaninras. Den är en av de äldsta och största raserna av pälskanin. Blå beveren föddes först upp i Beveren, en liten stad i närheten av Antwerpen i Belgien. Dess päls kan vara blå, vit, svart, brun eller lila. Den blå varianten är originalet. Kroppen ska vara mandolinformad med en bred, köttig rygg. Axlarna ska vara starka och fasta. Huvudet och käkarna är välfyllda, och öronen är pälsade och v-formade. 
Den blå beveren är en sällsynt ras. Den är vänlig, renslig och smart. Blå beveren är full av energi, och älskar att utforska utomhus. Pälsen bör vara tät och glänsande, med en lätt tillbakagående pälstyp. Pälsen är 3,2–3,8 cm lång. Fullvuxna hankaniner av denna ras väger 3,6–5 kg och honorna väger 4,5–5,5 kg. Deras kullar är stora, och ungarna växer snabbt. Honorna är särskilt fogliga och bra mödrar.